# Полісі (Додома)
Полісі (Додома) (англ. Polisi Dodoma) — професіональний танзанійський футбольний клуб з міста Додома. Домашні матчі проводить на стадіоні Додома Жамгурі, який вміщує 10000 глячдачів.

## Історія
Заснований у столиці країни, місті Додома, але домашні матчі проводить у місті Морогоро. Протягом своєї історії клуб не виграв жодного національного трофею, зазвичай у національному чемпіонаті фінішував у нижній частині турнірної таблиці, поряд із зоною вильоту. У сезоні 2011/12 років фінішував на 14-му місці, набравши 17 очок у 26-и матчах (різниця забитих і пропущених м'ячів - 20:37). У сезоні 2015/16 років виступав у Першому дивізіоні чемпіонату Танзанії.
У 2007 році команда виступала в Лізі чемпіонів КАФ, де припинила боротьбу вже по завершенні попереднього раунду.

## Статистика виступів
| Сезон | Турнір             | Раунд      | Клуб                  | Вдома | На виїзді | Загалом |
| ----- | ------------------ | ---------- | --------------------- | ----- | --------- | ------- |
| 2007  | Ліга чемпіонів КАФ | Попередній | Аль-Хіляль (Омдурман) | 0-2   | 0-4       | 0-6     |